# Sintesi sonochimica
La sintesi sonochimica è un metodo che utilizza i principi della sonochimica per la sintesi di nuove molecole o particelle con l'applicazione di ultrasuoni (20 kHz–10 MHz). La sonochimica genera hot spots che possono arrivare a temperature di (5000–25000 K), pressioni superiori a 1000 atmosfere e velocità di raffreddamento e riscaldamento superiori a 1011 K/s. L'irraggiamento a ultrasuoni produce effetti chimici e fisici che possono venir utilizzati per la modificazione di vari tipi di nanostrutture. Il principio che causa la modificazione delle nanostrutture nel processo sonochimico è la cavitazione acustica.

## Classificazioni
Ci sono diversi fenomeni che possono avvenire: sonochimica primaria (è una fase gassosa che avviene all’interno delle bolle che collassano), sonochimica secondaria (avviene nella fase liquida fuori dalla bolla) e le modificazioni fisiche (gli effetti fisici sono causati dalle onde d’urto e dai microjet nati dall’implosione delle bolle). La sonochimica può venir utilizzata nella sintesi di materiali da precursori volatili o non volatili con meccanismi diversi.
Per esempio i precursori volatili (composti volatili organometallici) generano atomi metallici liberi che si formano dalla dissociazione dei legami dovuti alle alte temperature nate dal collasso delle bolle. Iniettando questi atomi nella fase liquida, essi cominciano a nucleare e formano nanoparticelle o altre nanostrutture se le condizioni sono adatte.
Nel caso di precursori non volatili possono avere anche reazioni sonochimiche sulla superficie delle bolle collassanti. Questo è dovuto alle reazioni chimiche con i radicali o altri tipi di reazioni ad alto livello energetico che si diffondono nella fase liquida e reagiscono (riduzione dei cationi metallici). 
Ci sono diversi tipi di reazioni:
1) Sonochimica omogenea: il fenomeno è dovuto alla presenza dei radicali o ioni-radicali che funzionano come intermedi. Nel caso di molecole volatili, le cavità funzionano da microreattori, dove le molecole volatili entrano nelle microbolle nelle quali ci sono alte temperature e pressioni dovute al collasso di bolle. Queste condizioni rompono i legami delle molecole entranti e si creano composti chimici a vita breve che tornano in soluzione a temperatura ambiente e reagiscono con altre specie. Composti a bassa volatilità tendenzialmente non entrano nelle bolle perciò sono esposti direttamente alle condizioni di alte temperature e pressioni dove reagiscono con radicali liberi generati dalla sonolisi del solvente.
2) Sonochimica eterogenea (sistemi liquido-liquido o solido-solido): i sistemi eterogenei che avvengono tramite intermedi ionici. In questo caso la reazione è influenzata principalmente dagli effetti meccanici della cavitazione (pulizia superficiale, riduzione dimensionale delle particelle e miglioramento del trasferimento di massa). Le cavità che implodono vicino a una superficie solida perturbano la forma sferica delle bolle e causano microjet (con velocità di 400 km/h). Questi jet colpiscono le superfici e causano danni che producono nuove superfici reattive.

## Applicazioni in nanomateriali
Questa tecnica permette di ottenere vari tipi di strutture: 0D (quantum dots), 1D (nanowires), 2D (film) e 3D (bulk).
Esistono cinque campi nei quali la sintesi sonochimica è la tecnica migliore per produrre nanostrutture:
1) Preparazione di prodotti amorfi: di solito i metalli amorfi sono prodotti tramite il cold quenching di metalli bulk. Il problema è che quando questa tecnica è usata su ossidi di metalli e la velocità di raffreddamento per molti ossidi è superiore a quella ottenuta con la tecnica cold quenching. Per risolvere questo problema vengono aggiunti materiali glass-former per ottenere prodotti amorfi. Per produrre ad esempio ferro amorfo si parte da un composto organometallico volatile come il Fe(CO)5 che viene fatto dissolvere in un solvente alcalino a bassa pressione di vapore o comunque in un liquido ionico e il tutto soggetto a intensi ultrasuoni.
2) Inserimento di nanomateriali in materiali mesoporosi: usando gli ultrasuoni è possibile inserire catalizzatori amorfi di nanoscala nei mesopori. Le nanoparticelle sono depositate sulle mura all’interno dei mesopori senza ustruirli. 
3) Deposizione di nanoparticelle su superfici ceramiche e metalliche: utilizzando la sonochimica è possibile depositare diversi nanomateriali sulle superfici di ceramici e materiali polimerici. Il risultato finale è la formazione di uno strato omogeneo liscio sulla superficie, legato tramite legami chimici o interazioni chimiche con il substrato.
4) Sintesi di polimeri: gli effetti degli ultrasuoni nei polimeri possono essere sia fisici che chimici. Esempi di cambiamenti fisici indotti da ultrasuoni sono la dispersione di cariche e altre componenti nella base polimerica, l’incapsulazione di particelle inorganiche con il polimero, la modifica della grandezza delle particelle e anche la saldatura e taglio dei termoplastici. Tipici polimeri utilizzati sono i polisilossani, polifosfazeni ma anche polimeri con α-olefine e gruppi vinilici. Importante conseguenza che ne deriva da questa tipo di sintesi è una significativa accelerazione della polimerizzazione. Essa è dovuta ad una maggior efficienza nella dispersione del catalizzatore attraverso il monomero. Quest’ultimo durante la sonicazione produrrà radicali attraverso la decomposizione all’interno delle bolle o all’interfaccia che poi andranno a partecipare alla polimerizzazione.
5) La formazione di micro o nanosfere proteiche: qualsiasi proteina può venir trasformata in una sfera tramite la sonificazione. Il processo sonochimico è quello con il tempo di produzione più corto.